# Jean-Omer Marchand
Pour les articles homonymes, voir Marchand.
Jean-Omer Marchand, né à Montréal le 28 décembre 1872, et mort le 11 juin 1936 à Montréal, est un architecte québécois. 

## Biographie
Il fait ses études à Montréal. Quelques années plus tard, il quitte le Québec pour étudier à l'École des beaux-arts de Paris. Il est le premier architecte canadien diplômé de l'École nationale supérieure des Beaux-Arts de Paris, en 1903. 
Après une absence de neuf ans, il revient dans sa ville natale pour y ouvrir un cabinet d'architecte. Avec son premier associé, l'Américain Samuel Stevens Haskell, il conçoit bon nombre d'importants édifices à Montréal, dont la chapelle et les bibliothèques du Grand Séminaire des prêtres de Saint-Sulpice (1903-1907), la maison mère des sœurs de la Congrégation de Notre-Dame (1904-1906), qui abrite aujourd'hui le collège Dawson, toutes deux situées sur la rue Sherbrooke ouest, et l'église paroissiale Sainte-Cunégonde (1904-1906), sur la rue Saint-Jacques dans le quartier de la Petite Bourgogne. Le cabinet conçoit aussi la cathédrale Saint-Boniface (en grande partie détruite par un incendie le 22 juillet 1968), à Saint-Boniface, au Manitoba. 
Sir Rodolphe Forget leur commande une vaste résidence (toujours existante), sur ce qui porte aujourd'hui le nom de l'avenue du Musée, à Montréal. Les gouvernements municipal et provincial confient à Marchand et Haskell plusieurs projets de rénovation.
Après le décès prématuré de son associé en 1913, Jean-Omer Marchand, plutôt que de s'associer à long terme avec un autre architecte, s'engage dans divers partenariats ponctuels. En collaboration avec R. A. Brassard, il conçoit la prison de Bordeaux (1905) dans le quartier Cartierville, avec Joseph Venne, l'église Saint-Pierre-Claver (1917) sur le boulevard Saint-Joseph et, avec Ernest Cormier, l'École des beaux-arts de Montréal sur la rue Saint-Urbain (1922).
Il a également contribué, avec John A. Pearson (en), à la conception de l'édifice du centre du Parlement du Canada, construit entre 1916 et 1927.
Après son décès en 1936, il a été enterré au cimetière Notre-Dame-des-Neiges, à Montréal. Le fonds d'archives Jean-Omer Marchand est conservé au centre d'archives de Montréal de Bibliothèque et Archives nationales du Québec. 

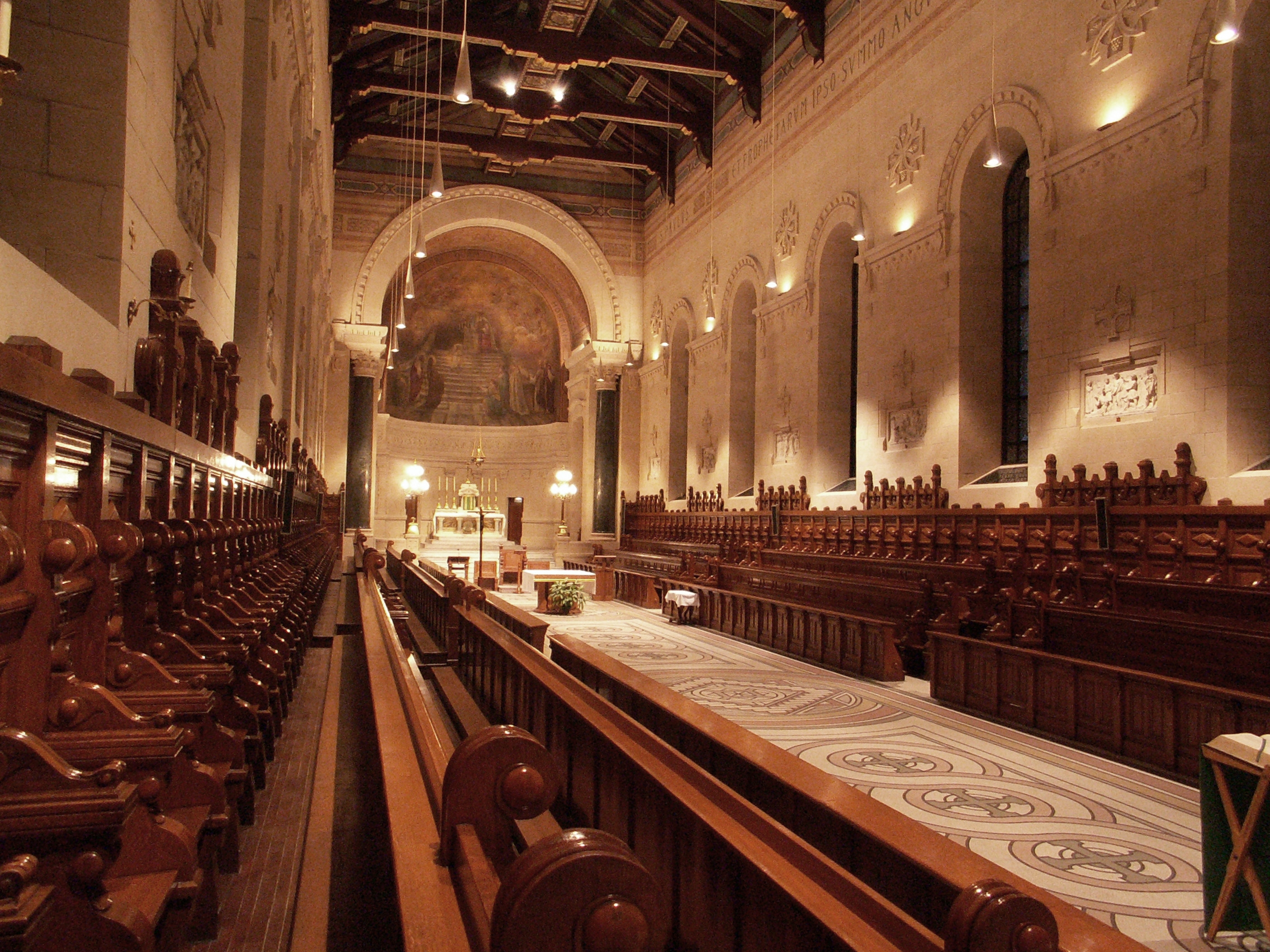
Chapelle du Grand Séminaire.
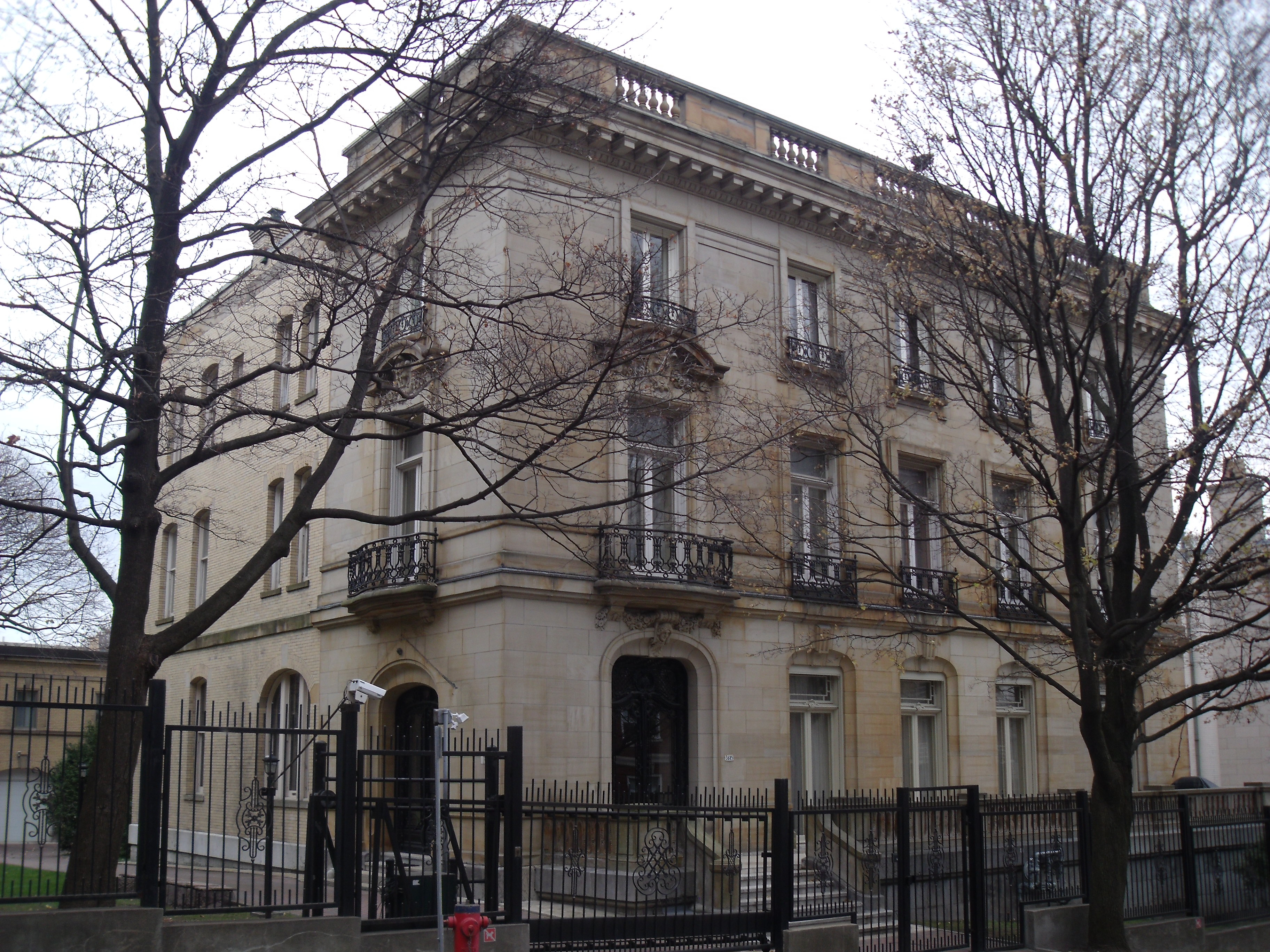
Maison Forget.
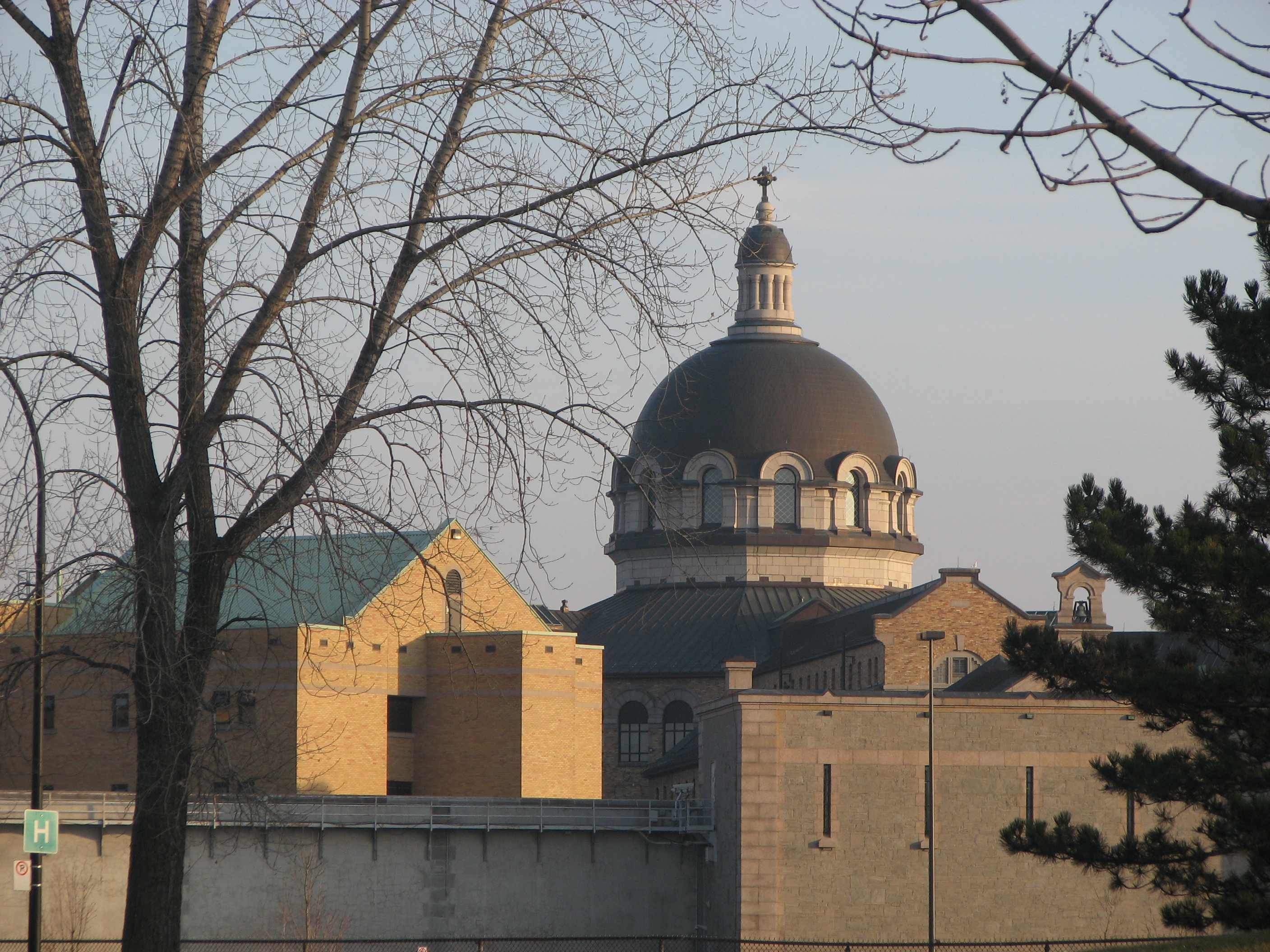
Prison de Bordeaux.

## Honneur
En 1990, à l'occasion du centième anniversaire de l'Ordre des architectes du Québec, la Ville de Montréal nomme plusieurs rues de Montréal en l'honneur des architectes qui ont fait leurs marques à Montréal. On retrouve donc une rue en l'honneur de Jean-Omer Marchand, mais aussi une pour Alexander Cowper Hutchison, Eugène Payette et Henri-Maurice Perrault. La « rue J.-Omer-Marchand » est située dans l'arrondissement Rivière-des-Prairies–Pointe-aux-Trembles. (45° 41′ 31″ N, 73° 29′ 36″ O)